# Cleidothaerus pliciferus
Cleidothaerus pliciferus is een tweekleppigensoort uit de familie van de Cleidothaeridae. De wetenschappelijke naam van de soort is voor het eerst geldig gepubliceerd in 1917 door Odhner.